# 2008 CK70
2008 CK70 (também escrito como 2008 CK70) é um asteroide próximo da Terra. Em 2013, ele esteve classifico como a sétima maior ameaça impacto na Escala Técnica de Ameaça de Impacto de Palermo. Ele possui uma magnitude absoluta de 24,9 e tem um diâmetro estimado de 31 metros, não é grande o suficiente para se qualificar como um objeto potencialmente perigoso. Ele foi retirado da tabela de risco da Sentry em 21 de dezembro de 2013.

## Descoberta
2008 CK70 foi descoberto no dia 9 de fevereiro de 2008, pelo Lincoln Near-Earth Asteroid Research (LINEAR). Dez imagens precovery de janeiro de 2008 foram localizadas.

## Órbita
A órbita de 2008 CK70 tem uma excentricidade de 0,4692 e possui um semieixo maior de 1,102 UA. O seu periélio leva o mesmo a uma distância de 0,5852 UA em relação ao Sol e seu afélio a 1,620 UA.